# Alsjön (Fors socken, Västergötland)
Alsjön är en sjö i Trollhättans kommun i Västergötland och ingår i Göta älvs huvudavrinningsområde. Sjön är 3,8 meter djup, har en yta på 0,02 kvadratkilometer och är belägen 64 meter över havet.